# Saint-Claude (Quebec)
Saint-Claude es un municipio canadiense situado en la provincia de Quebec.

## Superficie
Saint-Claude tiene una superficie de 118,85 km².

## Demografía
En 2021, tenía 1141 habitantes, una densidad poblacional de 9,6 hab./km², y 585 viviendas.